# Drususstein

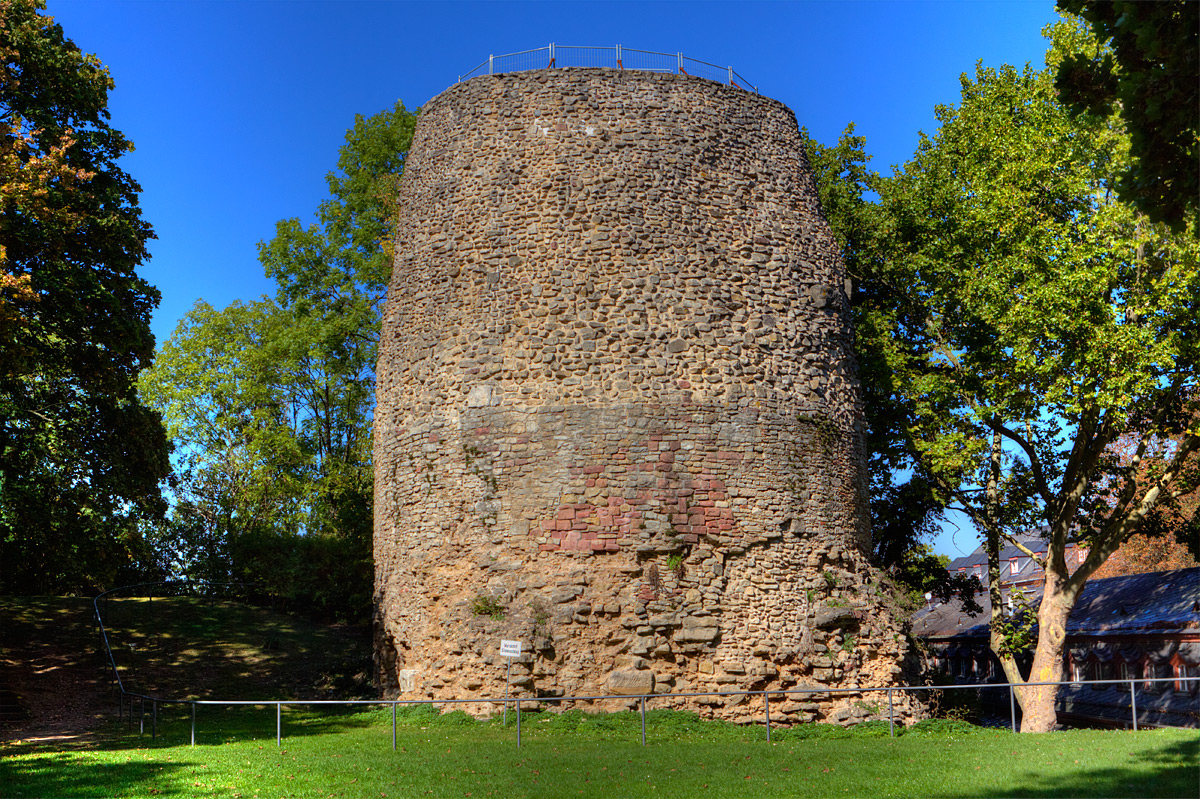
Der Drususstein in der Mainzer Zitadelle (Zustand 2011)

Der Drususstein  (auch Eigel- oder Eichelstein genannt) ist ein knapp 20 m hoher, ursprünglich massiver Gussmauerwerkblock römischen Ursprungs auf dem Gelände der Mainzer Zitadelle. In der Forschung besteht mittlerweile weitestgehend Einigkeit darüber, dass es sich hierbei um den baulichen Überrest des bei antiken Autoren wie Eutropius oder Sueton erwähnten Kenotaphs (Scheingrabs) für den römischen Feldherrn Drusus handelt. Die ihm unterstellten römischen Truppen errichteten das Kenotaph nach seinem Tod im Jahr 9 v. Chr. im römischen Mogontiacum, dem heutigen Mainz.
Der Drususstein war ab der früheren Prinzipatszeit Ausgangspunkt für aufwendige Gedenkfeiern zu Ehren des Drusus und Mittelpunkt des Kaiserkults in Mogontiacum. Nachdem er im frühen Mittelalter seiner Außenverkleidung beraubt worden war, diente er ab dem 16. Jahrhundert als Wachturm im Rahmen der Befestigungsanlagen der Stadtzitadelle. Dafür wurde der bis dahin massive Baukörper soweit ausgehöhlt, dass eine Wendeltreppe eingebaut werden konnte. Diese führte von einer seitlich ausgebrochenen Türöffnung zu einer Öffnung am oberen Ende. Neben den baulichen Resten der Pfeiler des Aquäduktes und des Bühnentheaters ist der Drususstein einer der wenigen oberirdisch sichtbaren Reste des römischen Mogontiacums. Neben der Igeler Säule ist er auch das einzige seit der Antike an seinem Originalstandort oberirdisch erhaltene römische Grabmal nördlich der Alpen.

## Geschichtlicher Hintergrund
Der römische Feldherr und Stiefsohn des Augustus, Drusus, gründete spätestens um 13/12 v. Chr. das Legionslager Mogontiacum gegenüber der Mainmündung als einen der strategischen Ausgangspunkte für die Eroberung der Germania magna. Im Rahmen der Drusus-Feldzüge (12 bis 8 v. Chr., beendet durch Tiberius) verstarb Drusus im Herbst 9 v. Chr. und wurde von seinem Bruder Tiberius und der römischen Armee zurück nach Mogontiacum gebracht. Dort ehrten die Soldaten den beliebten Feldherrn vor der Überführung des Leichnams nach Rom mit einer Gedenkfeier. Zu dieser Zeit entstand bei den Soldaten offenbar der spontane Wunsch, Drusus durch ein Denkmal oder Kenotaph dauerhaft in Mogontiacum zu ehren. Wahrscheinlich waren bereits entsprechende Bautätigkeiten in direkter Nähe zum Legionslager im Gange, als Augustus im Nachhinein das Vorhaben genehmigte. Als besondere Ehrung für Drusus soll er, laut Sueton, persönlich eine Grabinschrift (Elogium) verfasst haben, die am Kenotaph angebracht wurde. Mit diesem Bauwerk wird der heute als Drususstein sichtbare Baurest in Verbindung gebracht.

## Lage
Der Drususstein liegt heute auf dem Jakobsberg, einer Anhöhe über der südlich gelegenen Mainzer Altstadt. Dort steht das Bauwerk circa 115 m über NN und damit in einer dominierenden Lage über dem am Rhein gelegenen Mainz. In der zweiten Hälfte des 17. Jahrhunderts wurde der Drususstein von der spätbarocken Mainzer Zitadelle umbaut und steht seitdem in der südlichen Spitzbastion namens Bastion Drusus.
Bei der Anlage des Monuments war das einige Jahre vorher errichtete Legionslager etwa 800 m in nordwestlicher Richtung entfernt. Ein dazwischenliegender, circa 600 × 800 m großer freier Platz war vermutlich ein Übungs- und Exerzierfeld für die dort stationierten Soldaten. Möglicherweise fanden hier auch die in der antiken Literatur erwähnten militärischen Kulthandlungen und Reiterspiele zum Gedenken des Drusus statt. In circa 340 m nordöstlicher Richtung und in Sichtweite des Drusussteins lag später das römische Bühnentheater, das dadurch in der Wissenschaft auch als Teil des Kultensembles im Rahmen der Drususverehrung interpretiert wird.

Lage des Drusussteins in Mogontiacum
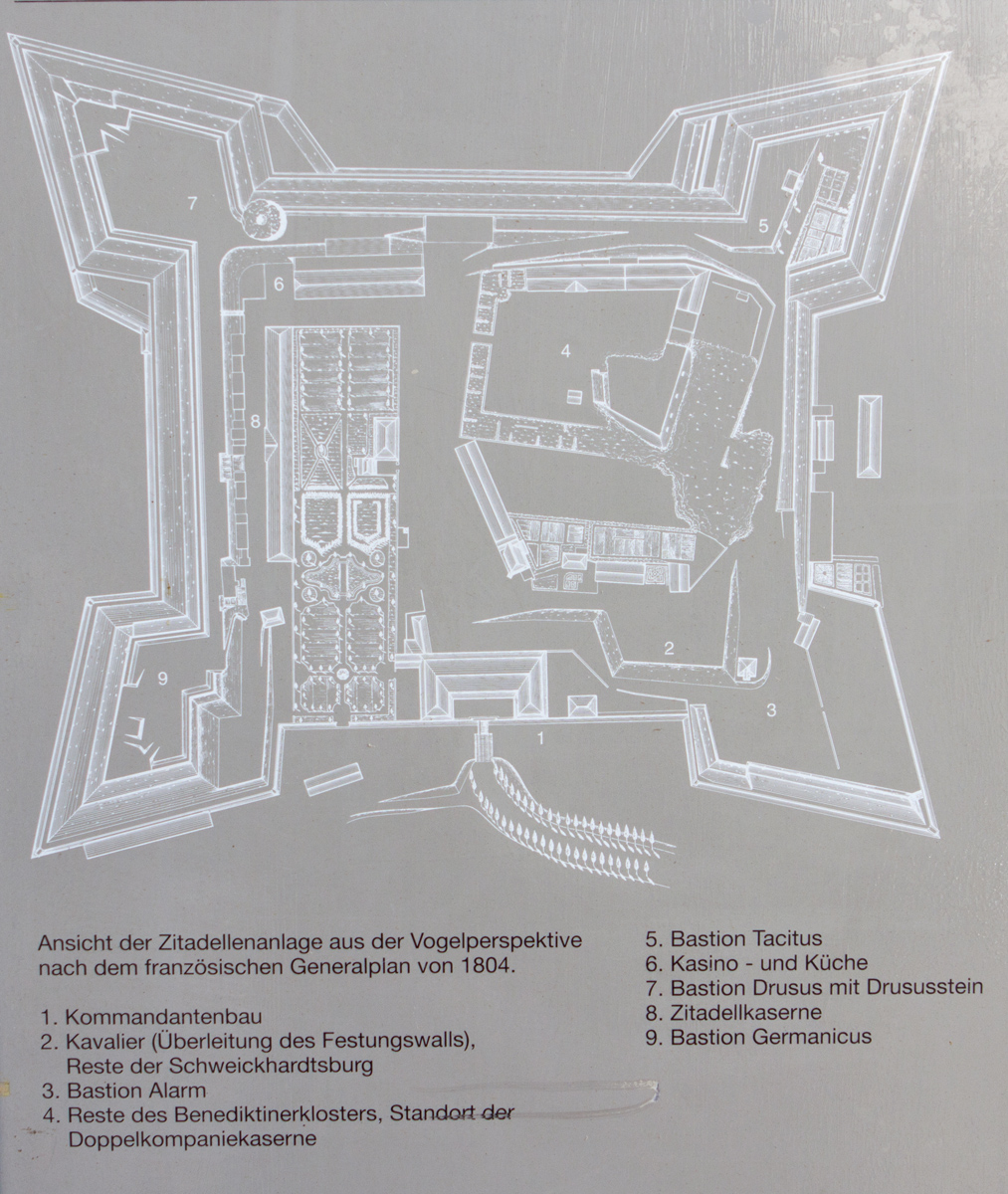
Übersichtsplan der Zitadelle im Bauzustand von 1802 mit Standort Drususstein

## Bauforschung
Erstmals werden wissenschaftliche Beobachtungen am Drususstein im Rahmen von Baumaßnahmen im 18. Jahrhundert erwähnt. Im Rahmen von Unterfangungsmaßnahmen zur Stabilisierung des militärisch genutzten Drusussteins wurden dessen Sockel und Fundament freigelegt, und der Grundbau des Monuments konnte dadurch in situ beobachtet werden. Dies geschah zu einer Zeit, in der in Mainz durch verstärkte Bautätigkeit vor allem an den Befestigungsanlagen viele römische Baureste entdeckt wurden und damit das Interesse an dem römischen Mogontiacum deutlich zunahm. Eine umfangreiche Untersuchung führten 1880 Mitglieder des Mainzer Altertumsvereins durch. Neben Vermessungsarbeiten wurde auch der untere Bauabschluss des Drusussteins untersucht. Sanierungsmaßnahmen am Objekt führten in den 1960er Jahren zu einer deutlichen Verschlechterung der Bausubstanz, auch wurde die ursprüngliche Einschnürung in der Mitte des Drusussteins mit Mauerwerk aufgefüllt, so dass dessen charakteristische Gestalt verloren ging. Ausgrabungen und anschließende Sanierungsmaßnahmen an der Bausubstanz durch das Amt Mainz der Archäologischen Denkmalpflege am Drususstein seit den 1990er Jahren sowie die Beseitigung von wildem Pflanzenbewuchs sicherten den Erhalt des Drusussteins. Zu Beginn des 21. Jahrhunderts wurden der Drususstein sowie die in ihm eingearbeiteten Großquader im Rahmen einer wissenschaftlichen Forschungsarbeit exakt vermessen und ausgewertet.

## Bautechnische Beschreibung
In seinem heutigen Zustand hat der Drususstein die Form eines massiven, oben abgeflachten und sich leicht verjüngenden Zylinders. An seiner Nordostseite ist der Drususstein circa 21 m hoch. Die baulichen Überreste können in zwei Abschnitte eingeteilt werden: In eine quadratische Basis als nur teilweise sichtbarer Unterbau und in einen zylindrischen Hauptteil mit relativ gleichmäßigem, flachem Abschluss. Ein sicher anzunehmender dritter Abschnitt, der obere Abschluss des Kenotaphs, ist nicht erhalten und kann nur über vergleichende Forschung im Bereich römischer Denkmal- und Grabarchitektur erschlossen werden. Jegliche äußerliche Verkleidung oder Verzierung des Kenotaphs fehlt seit dem frühen Mittelalter.
Als Basis des sichtbaren zylindrischen Baukörpers dient ein nur teilweise sichtbarer quadratischer Unterbau. Dieser weist in heutigem Erhaltungszustand (2011) eine Kantenlänge von circa 12,20 m und eine durchschnittliche Höhe von circa 10,31 m auf. Seine Ecken sind stark abgewittert, so dass der untere Teil des zylindrischen Hauptkörpers direkt und ohne größere Einbuchtung an die Oberkante anschließt.
Die sichtbaren Reste des zylindrischen Hauptabschnittes sind durchschnittlich circa 11,94 m hoch und bestehen aus einer Kernmauerwerksmasse aus Mörtel und Bruchsteinen sowie, darin verstreut eingebaut, einzelnen Großquadern. Ein Mauerwerksgürtel umschließt als äußerer Teil des Zylinders den unteren Teil des zylindrischen Oberbaus, umfasst dort das ganze Bauwerk und weist einen nahezu kreisrunden Querschnitt auf. Aufgrund verschiedener Indizien wie Baufugen und verschiedener Materialien kann eine Fertigung in mehreren Bauabschnitten festgestellt werden. Verwendet wurden hierzu weißlicher Kalkstein, roter und hellbeige bis weißlicher Sandstein. Oberhalb dieses 3 bis 4 m hohen Abschnitts folgt der restliche Teil des Oberbaus bis zum Abschluss des Bauwerks. Das offen zu Tage tretende Gussmauerwerk ist relativ homogen und besteht aus etwa gleich großen, mit Zement breit verfugten Bruchsteinen. In diesen Bereich sind wieder Großquader aus Sandstein und Kalkstein eingefügt, die, wie einige Großquader an anderer Stelle des Bauwerks, bogenförmige Bearbeitungsspuren eines römischen Spitzeisens aufweisen.

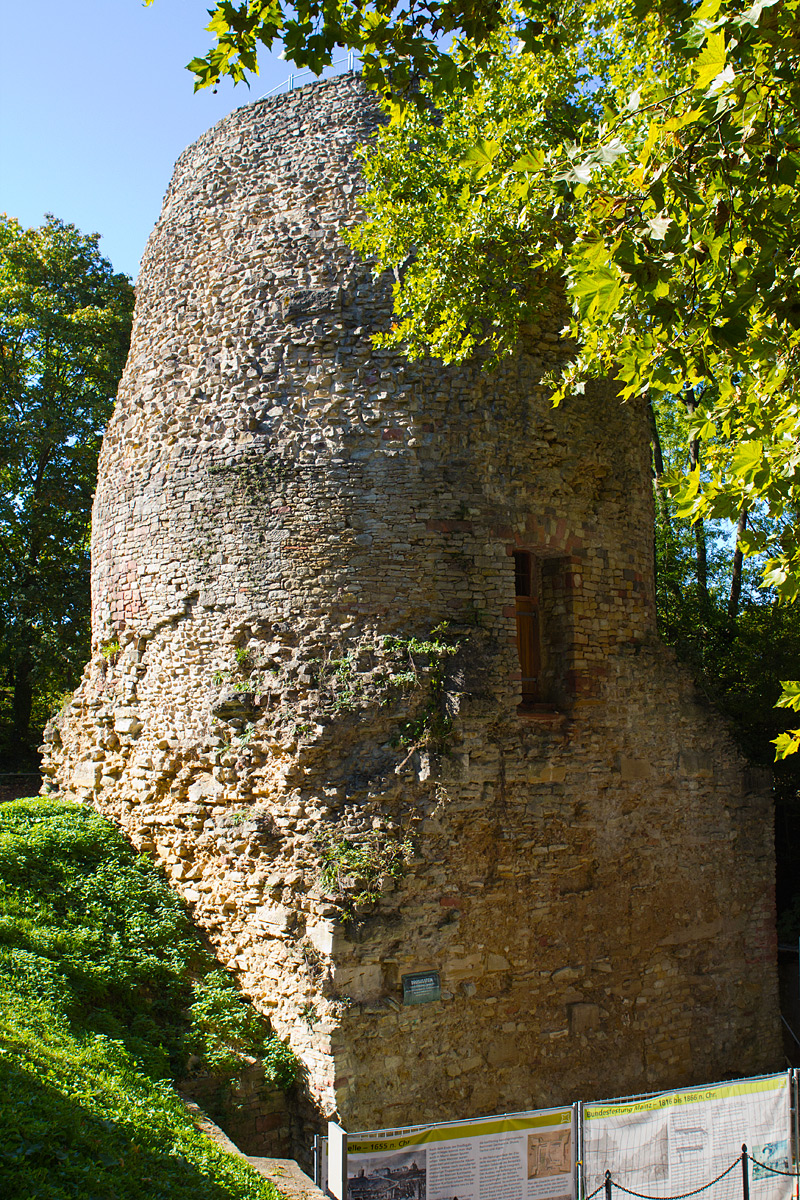
Drususstein nordöstliche Ansicht mit Tür und freigelegtem Sockel (Zustand 2011)
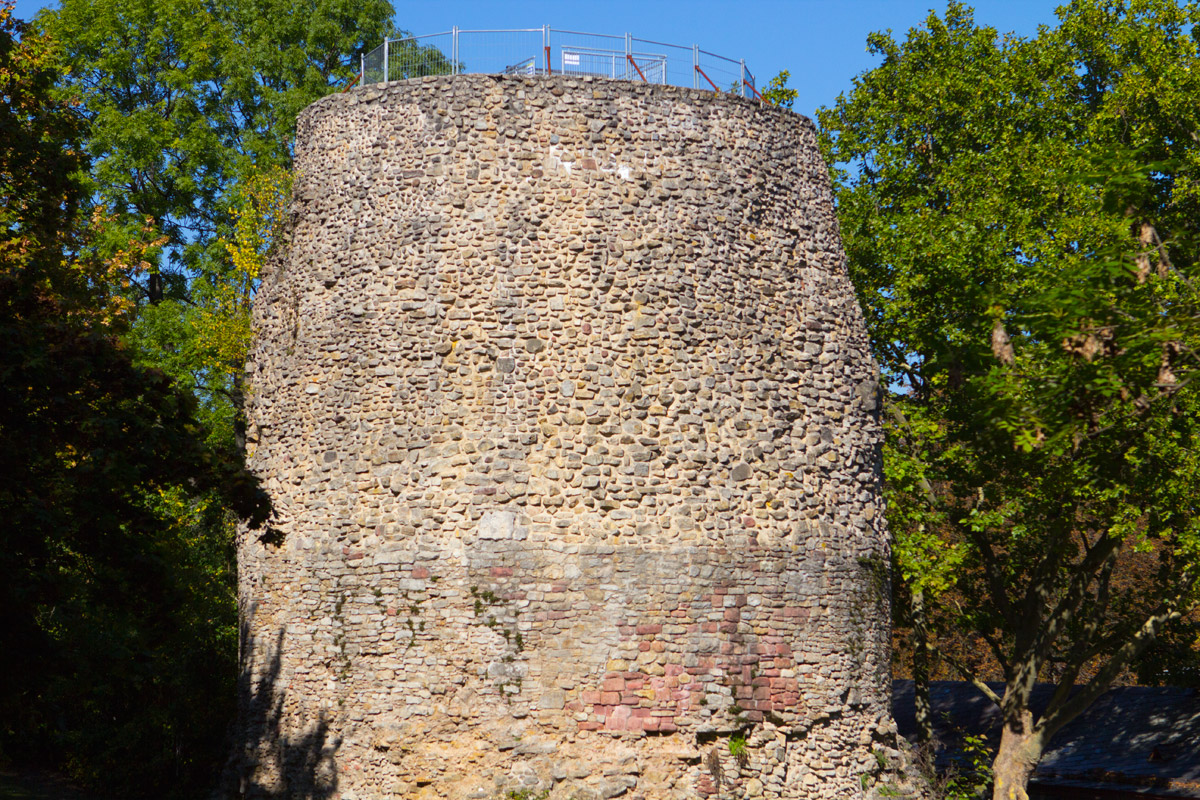
Detailansicht des zylindrischen Oberbaus mit verschiedenen Baumaterialien (Zustand 2011)
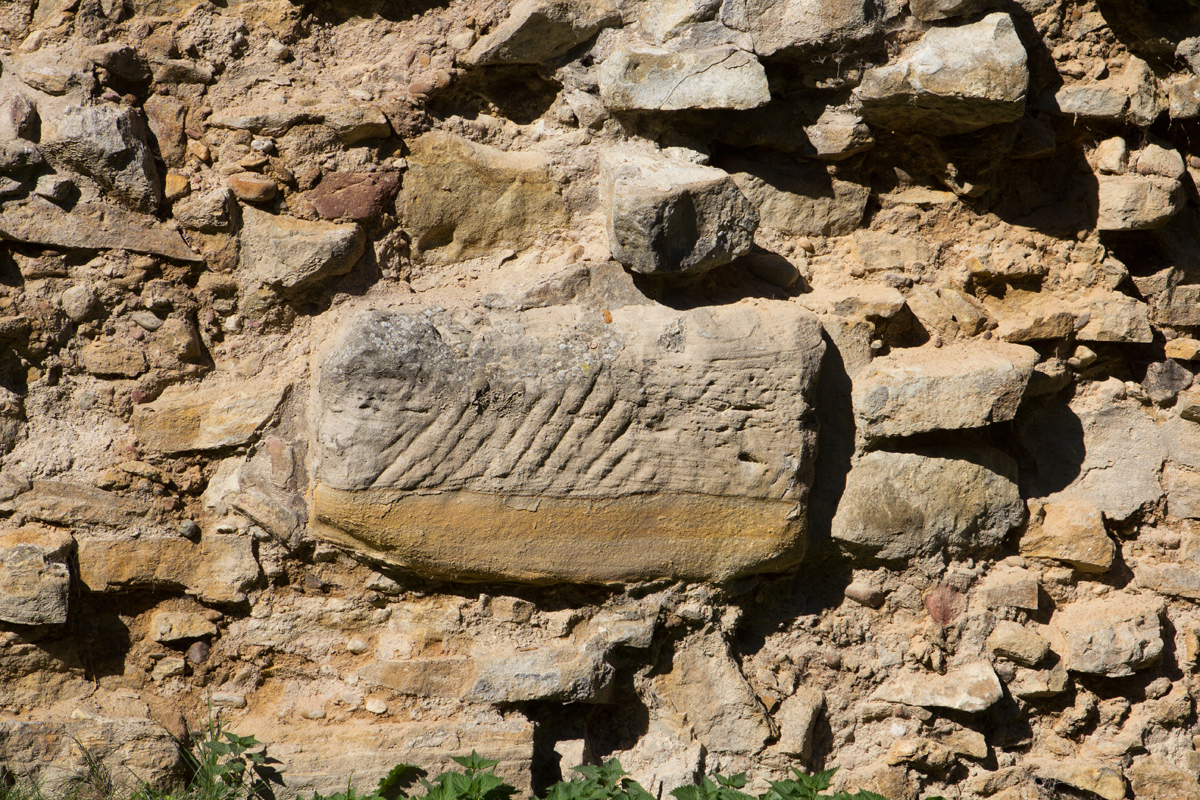
Eingebauter Großquader mit Bearbeitungsspuren durch römisches Spitzeisen (Zustand 2011)

## Veränderungen des Kenotaphs
Seit seiner mutmaßlichen Fertigstellung nicht lange nach dem Tod des Drusus im Jahr 9 v. Chr. wurde mehrfach stark in die Bausubstanz eingegriffen. Erste größere Schäden hat das Kenotaph wahrscheinlich infolge des Bataveraufstandes erfahren, bei dem lediglich das Legionslager standhielt und unzerstört blieb. Entsprechende Befunde sind auch aus der Zivilsiedlung bekannt, wo beispielsweise die große steinerne Thermenanlage am Tritonplatz in diesem Zeitraum zerstört wurde. Eine zügige Instandsetzung und Restaurierung des Kenotaphs nach Wiederherstellung der Ordnung darf allerdings angenommen werden. Dass hierbei Spolien aus den durch die Aufständischen zerstörten Steinbauten verwendet wurden, wurde lange vermutet. Die weiter oben beschriebenen Großquader wurden entsprechend als Spolien zerstörter Steingebäude gedeutet. Die neueren bautechnischen Untersuchungen durch Panter ergaben allerdings keinen belegbaren Zusammenhang beziehungsweise keinen Hinweis auf Spolienverwendung (siehe dazu auch das folgende Kapitel zum Thema „Datierung“).
Zu einer nicht näher bestimmbaren Zeit im frühen Mittelalter muss das Kenotaph seiner Außenverkleidung, seines Dachaufbaus und möglicher Verzierungen beraubt worden sein. Möglicherweise befand sich die mehr oder weniger intakte Außenverkleidung des Kenotaphs noch bis in das 10. oder 11. Jahrhundert an Ort und Stelle und wurde dann zum Bau der mittelalterlichen Stadtmauer oder der benachbarten Klöster und Kirchen wie beispielsweise St. Jakob, St. Alban oder St. Nikomed verwendet. Der Chronist Otto von Freising vergleicht in der Mitte des 12. Jahrhunderts die Erscheinungsform des Drusussteins mit der eines „Scheiterhaufens“: Monstratur adhuc monumentum eius Maguntiae in modum pirae. – Noch immer wird dessen Denkmal in Mainz in Form eines Scheiterhaufens gezeigt. Diese erste Beschreibung des äußeren Erscheinungsbildes des Drusussteins lässt möglicherweise auf den mittlerweile erfolgten Verlust der Außenverkleidung und eine Reduzierung des Kenotaphs auf den kegelförmigen Baukern schließen. Die im späten Mittelalter einsetzende bildliche Darstellung zeigt einen zylinder- bis kegelförmigen Stumpf mit einer deutlichen Einschnürung in der Mitte des Bauwerks. 1528 sind Schanzarbeiten am benachbarten Kloster St. Jakob sowie erste dokumentierte Baueingriffe am Drususstein überliefert. 1552 wurde erfolglos versucht, den Drususstein abzubrechen, um den anrückenden Truppen des feindlichen Markgrafen Albrecht von Brandenburg-Kulmbach keinen strategischen Stützpunkt zu bieten. Der noch in Johannes Huttichs Abbildung von 1520 kegelförmig-gewölbte Abschluss des Kenotaphs wurde allerdings im Rahmen der beiden Eingriffe am Drususstein erfolgreich eingeebnet, so dass sich ab spätestens der Mitte des 16. Jahrhunderts der Drususstein mit flachem oberen Bauabschluss darstellt.
Ende des 17. Jahrhunderts wurde der Drususstein als Wachturm und damit als Teil der Befestigungswerke auf dem Jakobsberg genutzt. Die Bausubstanz des Drusussteins wurde dadurch massiv beeinflusst. Auf dem oberen Abschluss des Kenotaphs wurde eine heute nicht mehr erhaltene Aussichtsplattform angebracht. Dazu wurde ein Teil des äußeren Mauerwerks ausgebrochen. An der Nordostseite wurde in Höhe von circa 3,15 m eine heute noch sichtbare Türöffnung eingefügt. Der dahinter liegende Stichgang führt zu einer zur Aussichtsplattform führenden Wendeltreppe aus Sandstein mit 69 Stufen, für deren Bau der innere Gusskern ausgehöhlt wurde.
Restaurierungsmaßnahmen ab Ende des 19. Jahrhunderts veränderten das Aussehen zum Teil massiv, insbesondere die Baumaßnahmen zur 2000-Jahr-Feier der Stadt Mainz 1962. Bei diesen wurde die bis dahin charakteristische Einschnürung aufgefüllt und ist seitdem nicht mehr sichtbar. Weitere Erhaltungsmaßnahmen des Bauwerks in den 1980er Jahren sorgten aus heutiger denkmalpflegerischer Sicht eher für eine Verschlechterung der Bausubstanz und für den Verlust von Details, die für die Bauforschung wichtig sind.

## Datierung und vergleichende Einordnung in die römische Grabarchitektur

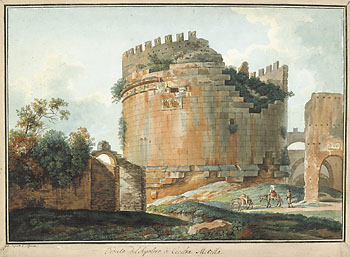
Das Grabmal der Caecilia Metella ist vom Bautypus und der Entstehungszeit her dem Kenotaph des Drusus vergleichbar.

Eine exakte Datierung des Drusussteins beispielsweise aufgrund epigraphischer, dendrochronologischer oder archäologischer Befunde ist nicht möglich. Folgt man der in der Wissenschaft verbreiteten Auffassung, dass der Drususstein identisch mit dem von römischen Legionären errichteten Kenotaph zu Ehren des Drusus ist, so müsste die Datierung auf das Jahr 9 v. Chr. oder nur wenig später erfolgen. Relativ sicher lässt sich lediglich festhalten, dass der Drususstein der bauliche Überrest eines Bauwerks aus römischer Zeit sein muss. Dies ergibt sich primär aus der festgestellten Verwendung des römischen Fußmaßes (0,305 m) beim Bau. Weitere signifikante Indizien sind Be- und Verarbeitungsspuren am verwendeten Baumaterial wie die Benutzung von römischen Spitzeisen zur Oberflächenbearbeitung oder die anzunehmende Verwendung von eingebleiten Metallklammern und -stiften zur Verbindung einzelner Quader aufgrund entsprechender Fassungen an den Quadern.
Eine wichtige Rolle spielten in früheren Datierungsansätzen die am Drususstein vermeintlich verbauten Spolien. Die beim Bau verwendeten Großquader wurden bislang als Spolien römischer Großbauten angesprochen, die im Drususstein Verwendung fanden. Daraus ergab sich eine (vor allem in der 1. Hälfte des 20. Jahrhunderts bis in die 1980er Jahre verbreitete) Schlussfolgerung zur Datierung des Drusussteins: Römische Großbauten, in Stein ausgeführt als Ursprung der Spolien, wurden erst ab der vespasianischen Zeit in Mogontiacum vermutet, so dass sich aus der Verwendung möglicher Spolien aus diesen Steinbauten eine spätere Datierung und damit eine mögliche andere Interpretation des Bauwerks ergab. Historiker stellten in Weiterentwicklung später eine mögliche Verbindung der Spolien zu den Zerstörungen in Mogontiacum durch den Bataveraufstand her, bei dem in Mogontiacum archäologisch nachweisbar römische Großbauten aus Stein zerstört wurden. Eine bautechnische Sanierung des außerhalb des Lagers stehenden, früher errichteten Drusussteins nach dessen wahrscheinlicher Beschädigung unter Verwendung von Spolien von diesen Gebäuden wurde nun angenommen. Damit rückte eine Datierung des Bauwerks wieder in Richtung eines möglichen Baubeginns im späten ersten Jahrzehnt v. Chr. Eine Interpretation des Bauwerks als Kenotaph des Drusus war nun ebenfalls wieder wahrscheinlicher. Eine detaillierte Untersuchung des zugänglichen Baumaterials durch Panter zu Beginn des 21. Jahrhunderts hat nun nachgewiesen, dass eine Ansprache dieser Großquader als Spolien nicht beweisbar ist. Es scheint eher der Fall zu sein, dass diese bewusst als geplante bautechnische Verstärkung des Kernbaus bei der Entstehung des Baus eingebaut wurden. Damit spricht aus dieser Sicht nichts mehr für den früher geläufigen Datierungsansatz im zweiten Drittel des ersten Jahrhunderts.
Im Zuge der bauwissenschaftlichen Aufarbeitung des Drusussteins zu Beginn des 21. Jahrhunderts erfolgte auch der Versuch einer typologischen Einordnung der anzunehmenden Rekonstruktion des Kenotaphs in die römische Grabarchitektur. Verglichen wurde mit italischen Grabbauten des 1. Jahrhunderts und vor allem mit solchen aus der Hauptstadt Rom selbst. Ein Vergleich mit provinzialrömischen Grabbauten am Rhein war nicht möglich, da es dort in diesem Zeitraum keine in Größe und Bestimmung vergleichbare Bauwerke gab. Es fand sich innerhalb dieser Parameter ein zum Kenotaph des Drusus vergleichbarer Typus, nämlich der des Tumulus mit Podium beziehungsweise der des Tumulus mit zylindrischem Ober- und quadratischem Unterbau. Ein vergleichbares Bauwerk ist demzufolge beispielsweise das vermutlich aus dem 2. Jahrzehnt v. Chr. stammende Grabmal der Caecilia Metella an der Via Appia in Rom.

## Rekonstruierungsversuche
Im 19. und 20. Jahrhundert wurde verschiedentlich versucht, das Kenotaph zu rekonstruieren. Der erste Rekonstruktionsvorschlag stammte von Friedrich Lehne. Ein bereits 1811 verfasster Text von Lehne und eine Randzeichnung aus Lehnes Plan der Festungsstadt Mainz wurden zusammengefasst und 1838 postum veröffentlicht. Bereits Lehne nahm eine Gesamthöhe von 30 m an und griff die Gestaltung des Kenotaphs in quadratischen Unterbau und zylindrischen Oberbau im Verhältnis 1:2 auf. Der halbrunde Dachabschluss mit krönender Adlerfigur sowie weitere Verzierungsdetails entsprangen allerdings der Fantasie Lehnes. Ein weiterer detaillierter Vorschlag kam ein Jahr später, 1839, von Nikolaus Müller. In seinem Vorschlag versuchte Müller, die mittig sitzende Einschnürung am Drususstein einzubinden, die Lehne in seinem Rekonstruktionsansatz nicht berücksichtigte. Sein Vorschlag zur Proportionierung unterschied sich von dem Lehnes; Müller proportionierte den Unter- und Oberbau im Verhältnis 1:1. Er fügte außerdem zahlreiche Figuren, Friese und eine Gedächtnisinschrift an Drusus Germanicus ein, in der er die XIIII. und XVIII. Legion als Erbauer nennt. Als einziger, allerdings nur schriftlich formulierter Rekonstruktionsansatz bezieht sich die Rekonstruktion von W. Usinger von 1880 unmittelbar auf Ergebnisse der Grabungen des Mainzer Altertumsvereins am Drususstein. Auffallend ist hier, dass die bautechnischen Daten zu Abmessung und Dimensionen des Drusussteins bereits eine hohe Übereinstimmung mit den aktuellen Ergebnissen aufweisen.
Ein weiterer Rekonstruktionsversuch von Johannes Ledroit stammt aus dem Jahr 1931 und greift im Wesentlichen die Merkmale der Lehneschen Rekonstruktion auf. Erstmals wird ein kegelförmiger Dachabschluss angenommen, wiederum bekrönt von einer Adlerfigur. Heinz Leitermann behält in seiner Rekonstruktionszeichnung von 1962 ebenfalls diesen Typus samt Dachabschluss bei. Im Bereich der 1962 durch Restaurierungsmaßnahmen zugebauten Einschnürung des Drusussteins im Bereich des zylindrischen oberen Bauabschnitts vermutete Leitermann allerdings eine umlaufende Säulenanordnung mit, in der Zeichnung nur angedeuteten, korinthischen Kapitellen, die leicht vor dem zurücksetzenden Mauerwerk stehen. Auch bei Leitermann schmücken Adlerfiguren und eine Inschrift das Kenotaph.
Der derzeit neueste Rekonstruktionsvorschlag aus dem Jahr 1985 stammt von Hans G. Frenz. Auch er proportioniert das Gesamtbauwerk im Verhältnis 1:1 und bezieht sich dabei, wie Usinger, auf Untersuchungen am Bauwerk selbst.

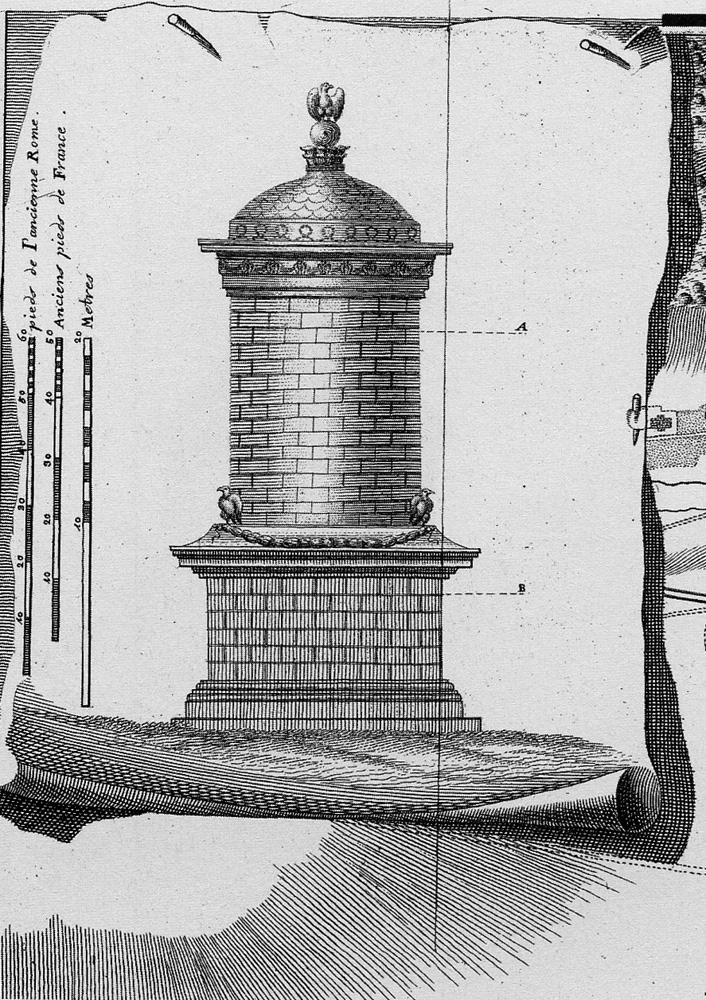
Rekonstruktion von Friedrich Lehne, 1811
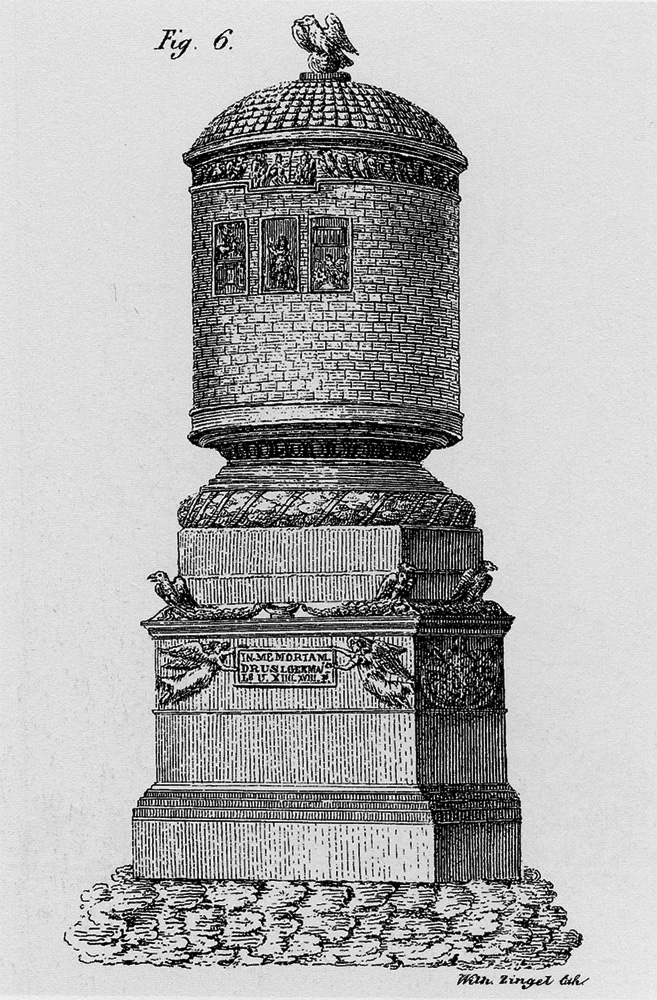
Rekonstruktion von Nikolaus Müller, 1839
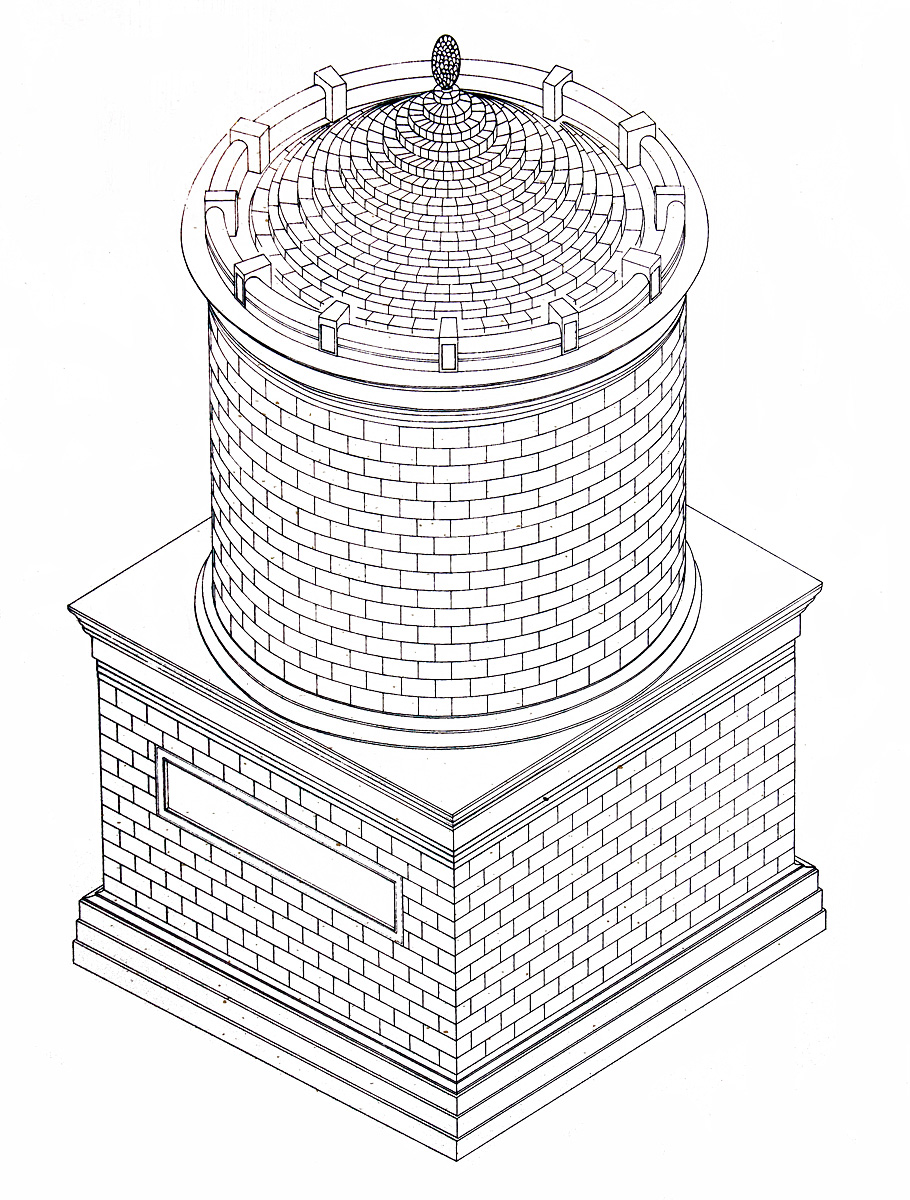
Rekonstruktionsversuch von Hans G. Frenz, 1985

Panter hat in seinem Werk zur bautechnischen Untersuchung des Drusussteins eine mögliche Idealkonstruktion des Kenotaphs unter Berücksichtigung von Vitruvs Zehn Bücher über Architektur vorgenommen. Bringt man die Ergebnisse der Vermessungen zu Beginn des 21. Jahrhunderts mit den von Vitruv empfohlenen Proportionsverhältnissen in Einklang, so lassen sich folgende ursprüngliche Baumaße annehmen: Unterbau 48 römische Fuß (= circa 14,640 m) Kantenlänge und 36 römische Fuß (= circa 10,980 m) Höhe und damit ein Verhältnis von 4:3. Der zylindrische Oberbau dürfte die gleichen Abmaße aufgewiesen haben. Das dritte und abschließende Bauteil müsste nach Vitruv ein Kegeldach mit obligatorischer bekrönender Figur gewesen sein. Dieses müsste einen Durchmesser von 48 römischen Fuß (= circa 14,640 m) und eine totale Höhe von 24 römischen Fuß (= circa 7,320 m) und damit eine Proportionierung im Verhältnis 2:1 aufgewiesen haben. Daraus kann eine Gesamthöhe des Kenotaphs von 96 römischen Fuß (= circa 29,280 m) erschlossen werden.

## Drususstein und Kaiserkult in Mogontiacum
Mit seiner Errichtung wurde das Kenotaph des Drusus unmittelbar Zentrum von kultischen Feiern und Militärfeiern zu Ehren des Drusus. Aufgrund der Beliebtheit des verstorbenen Feldherrn bei den römischen Soldaten sowie deren großer Anzahl in Mogontiacum (bis in das Jahr 92 waren zwei Legionen samt Auxiliartruppen, also circa 20.000 Soldaten, dauerhaft in Mogontiacum stationiert) gewannen die veranstalteten Feiern bald überregionale und auch zivile Bedeutung, die auch für die Zivilsiedlung Mogontiacum als „politischen Wallfahrtsort“ Bedeutung hatte. Das Kenotaph war Mittelpunkt von alljährlich stattfindenden Kult- und Gedenkfeiern (supplicatio) zu Ehren des Drusus, zu dem Abgeordnete des Landtages der drei gallischen Provinzen (concilium Galliarum) anreisten. Die römische Legionen aus Mogontiacum ehrten ihren ehemaligen Heerführer mit Paraden (decursio militum) und vielleicht auch mit sportlichen Wettkämpfen. Gerade für die in Mogontiacum stationierten Legionen des obergermanischen Heeres waren die Feierlichkeiten ein Höhepunkt des Garnisonslebens, in dem neben dem Feldherr Drusus auch die Leistungen und Waffentaten seiner Truppen entsprechend gewürdigt wurden. Für die Abgeordneten der Tres Galliae waren die Feierlichkeiten Anlass zu öffentlichen Loyalitätsbekundungen gegenüber dem Kaiserhaus und der römischen Obrigkeit. Auch war das concilium Galliarum dem Drusus in besonderer Weise verbunden, war dieser doch im Jahre 12 v. Chr. der Gründer des concilium und kaiserlicher Statthalter der Provinz gewesen.
Auch das nahe liegende Theater, das sich in axialer Ausrichtung direkt am Drususstein orientiert, dürfte mit seinen mehr als 10.000 Plätzen in diese Feierlichkeiten eingebunden worden sein. Einem in Stein ausgeführten Theaterbau späterer Zeit (2. Jahrhundert) dürfte ein hölzerner Vorgängerbau in der früheren Kaiserzeit vorangegangen sein, der in die mindestens einmal jährlich, wahrscheinlich im September, stattfindenden Feierlichkeiten eingebunden war.
Die ursprünglich auf Drusus beschränkten Feierlichkeiten wurden später auf seinen Sohn Germanicus und auf das gesamte julisch-claudische Kaiserhaus ausgedehnt. Spätestens ab dem frühen 2. Jahrhundert verschmolzen die ursprünglichen Kultanlässe zu allgemeinen Feierlichkeiten im Rahmen des Kaiserkultes, der gerade in Mogontiacum als wichtiger Garnisonsstadt am Rhein eine große Bedeutung hatte. Die mit der spontanen Ehrung des Drusus ihren Anfang nehmenden Kultfeierlichkeiten hielten sich so bis weit in das 3. Jahrhundert hinein.

## Ausgangspunkt derVia sepulcrum
Aufgrund der Bedeutung und Wertschätzung des Kenotaphs bei der römischen Provinzbevölkerung und höheren Rängen des Militärs entstand – mit dem Kenotaph als Ausgangspunkt – eine Gräberstraße nach italischem Vorbild (in Mainz modern als via sepulcrum bezeichnet). Diese führte von dem Kenotaph südlich in Richtung Mainz-Weisenau, wo sich im 1. Jahrhundert ein zweites Militärlager und eine Zivil- und Handwerkersiedlung befand. In unmittelbarer Nähe zum Kenotaph entstand im frühen 1. Jahrhundert das Grabmal der Cassier, zweier im Militärdienst bei der Legio XIIII Gemina aktiven Brüder, welches durch seine Größe und seine hohe künstlerische Qualität auffiel. Weitere Bestattungen im 1. und 2. Jahrhundert schlossen sich beiderseits der Straßenverbindung an.

## Der Drususstein in der Historiographie
Das Kenotaph des Drusus wurde in römischer Zeit öfters erwähnt. Die erste Erwähnung findet sich in der Tabula Siarensis aus dem Jahr 19 oder kurz danach. Dort wurden die vom Senat beschlossenen Ehrungen für den kurz zuvor gestorbenen Germanicus, unter anderem ein Ehrenbogen für Germanicus in Mogontiacum, durch den Senat beschrieben. In diesem Rahmen wird auch ein tumulus für dessen Vater Drusus erwähnt ([ad tumu]lum Drusi), der gemäß einer möglichen Ergänzung des fragmentarisch erhaltenen Textes durch römische Soldaten schnell errichtet und aufgrund einer später erfolgten Erlaubnis durch Augustus fertiggestellt wurde.
Sueton erwähnt in seinem um das Jahr 120 erschienenen Werk De vita Caesarum in Zusammenhang mit einer Beschreibung des Drusus ebenfalls das Kenotaph:

„Ceterum exercitus honorarium ei tumulum excitavit, circa quem deinceps stato die quotannis miles decurreret Galliarumque civitates publice supplicarent. („Ferner errichtete ihm das Heer einen Ehrengrabhügel, um den jedes Jahr an einem bestimmten Tag die Soldaten defilierten und bei dem die gallischen Stämme von Staats wegen Opfer darbrachten.“ – Übersetzung nach André Lambert)“

Hier ist die Rede von einem tumulus honorarius und es werden sowohl Aktivitäten der Soldaten (Laufspiele, möglicherweise im Sinne festlicher militärischer Übungen) und Opferhandlungen der gallischen Bürgerschaften an diesem erwähnt. Ebenso erwähnt Sueton eine von Augustus persönlich verfasste Inschrift, die am Ehrenmal des Drusus angebracht wurde. Auch Cassius Dio und Eutropius erwähnen im frühen 3. bzw. im späten 4. Jahrhundert das Bauwerk. In seinem Werk Breviarium ab urbe condita (entstanden vor 378) bezeichnete Eutropius das Kenotaph des Drusus als monumentum und präzisiert erstmals genau dessen Standort (… apud Mogontiacum monumentum habet …). Die Bezeichnung monumentum wird hier, anders als der früher verwendete Begriff tumulus, explizit für ein in Stein ausgeführtes Bauwerk verwendet. Eine etwas später verfasste Textpassage in der Chronik des Hieronymus (eine lateinische Übersetzung und Fortsetzung der Chronik des Eusebios) bezieht sich fast wörtlich auf den Eutropius-Text und ist die letzte Erwähnung des Kenotaphs in der Antike.
Der Drususstein als weithin sichtbarer Überrest des römerzeitlichen Mainz wurde auch im Mittelalter immer wieder beschrieben und abgebildet. Erste Erwähnungen des Drusussteins im 10. sowie weitere Erwähnungen im 11. und 12. Jahrhundert beispielsweise in der Weltchronik des Marianus Scotus waren mehr oder weniger textliche Wiederholungen antiker Autoren, vor allem des Eutropius. In einer Inschrift aus dem Kloster St. Gallen wird für den Drususstein erstmals der mittelalterliche Begriff „Trûsilêh“ verwendet. Otto von Freising vergleicht in seiner im 12. Jahrhundert geschriebenen Chronik die Form des Denkmals des Drusus mit der eines „Scheiterhaufens“ und gibt damit erstmals einen Hinweis auf das Aussehen des Kenotaphs zu dieser Zeit. Bei den Erwähnungen des Drusussteins im späten Mittelalter (ab etwa 1230) geht nun des Öfteren die Beziehung des baulichen Überrestes zu der Person des Drusus verloren, oder aber der Drususstein wird als Grabmal des Drusus missinterpretiert. Auch bürgert sich seit der Erstnennung in einer auf das Jahr 1268 datierten Urkunde der Begriff „Eichel- oder Eigelstein“ ein, was mit der Form des Drusussteins ab dem späteren Mittelalter zusammenhängen dürfte. Erst gegen Ende des 15. Jahrhunderts und mit beginnender Wertschätzung des historischen Bauwerkes und seiner Geschichte durch Humanisten wie Konrad Celtes, Helius Eobanus Hessus oder Johannes Huttich wurde das Wissen der Antike um das Kenotaph des Drusus wieder präsenter.

## Bildliche Darstellungen
Ab dem frühen 16. Jahrhundert sind bildliche Ansichten des Drusussteins vorhanden, so in Celtes’ Buch Quatuor libri amorum von 1502. Eine der bekanntesten Abbildungen aus dieser Zeit findet sich in Johannes Huttichs Collectanea antiquitatum in urbe atque agro Moguntino repertarum von 1520. In dieser Schrift äußerte sich Huttich in einem längeren Begleittext über den ruinösen Zustand des Denkmals und nennt dem Leser die wichtigsten der damals kursierenden Deutungen des Drusussteins: ein Denkmal für den 235 bei Mogontiacum getöteten Kaiser Severus Alexander oder aber ein Grabmal für den römischen Feldherrn Drusus. In Franz Behems Stadtansicht von Mainz aus dem Jahr 1565 wird der Drususstein schematisch in stark übertriebener Eichelform und mit charakteristischer Einschnürung wiedergegeben. Der erste Stadtplan von Mainz durch Gottfried Mascop aus dem Jahr 1575 zeigt einen realistisch wiedergegebenen Drususstein inmitten von Weinbergen und in direkter Nachbarschaft zum Benediktinerkloster St. Jakob.
Einen oftmals abgebildeten Kupferstich des Drusussteins brachte Matthäus Merian 1646 in seiner Topographia Archiepiscopatus Moguntini heraus. Er zeigt den Drususstein im Rahmen seiner Nutzung als Wachturm der Wallanlagen der Schweickhardtsburg, die ab 1661 durch die Zitadelle ersetzt wurde.
In diese Tradition reihten sich vor allem im 18. und 19. Jahrhundert zahlreiche Abbildungen und Idealkonstruktionen des Denkmals ein. Der Drususstein und seine Umgebung waren ein beliebtes Motiv der Mainzer Maler wie beispielsweise Johann Kaspar Schneiders. Auch frühe Persönlichkeiten der Mainzer Geschichte wie Friedrich Lehne oder Nikolaus Müller versuchten sich an Rekonstruktionen und zeichneten den jeweiligen Zustand des Denkmals. Erste Fotografien des Drusussteins datieren auf das Jahr 1892 beziehungsweise 1895/96.
Der Drususstein war 1962 auch Motiv einer Briefmarke, die die Deutsche Bundespost anlässlich der 2000-Jahr-Feier der Stadt Mainz herausbrachte.

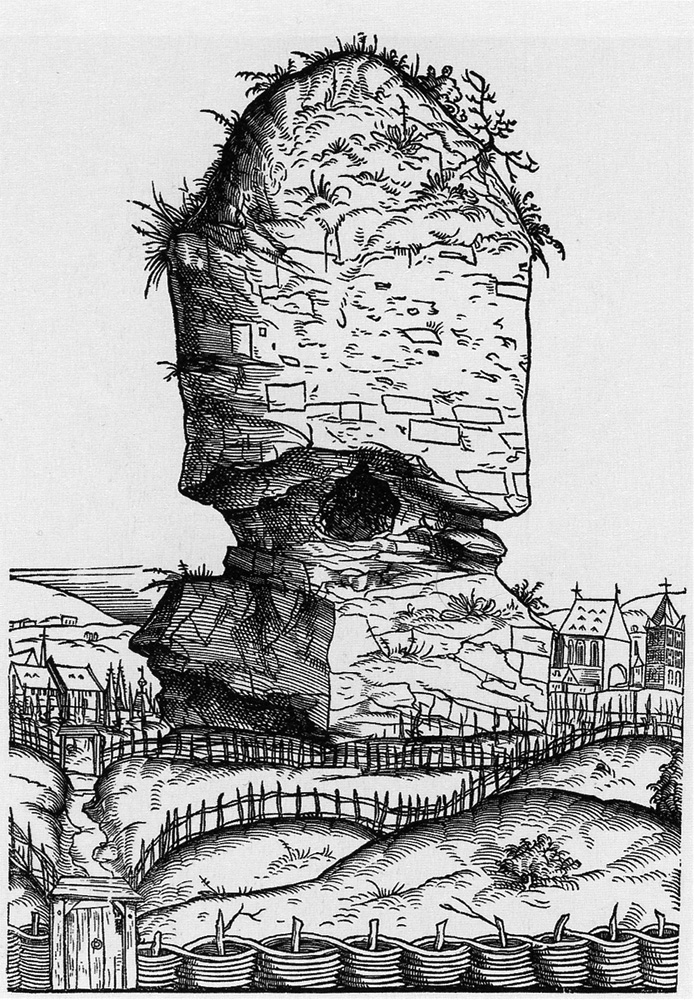
Abbildung von Johannes Huttich (Holzstich, zwischen 1512/13 und 1517)
Stadtansicht von Mainz mit Drususstein (13) von Franz Behem (Holzstich, 1565)
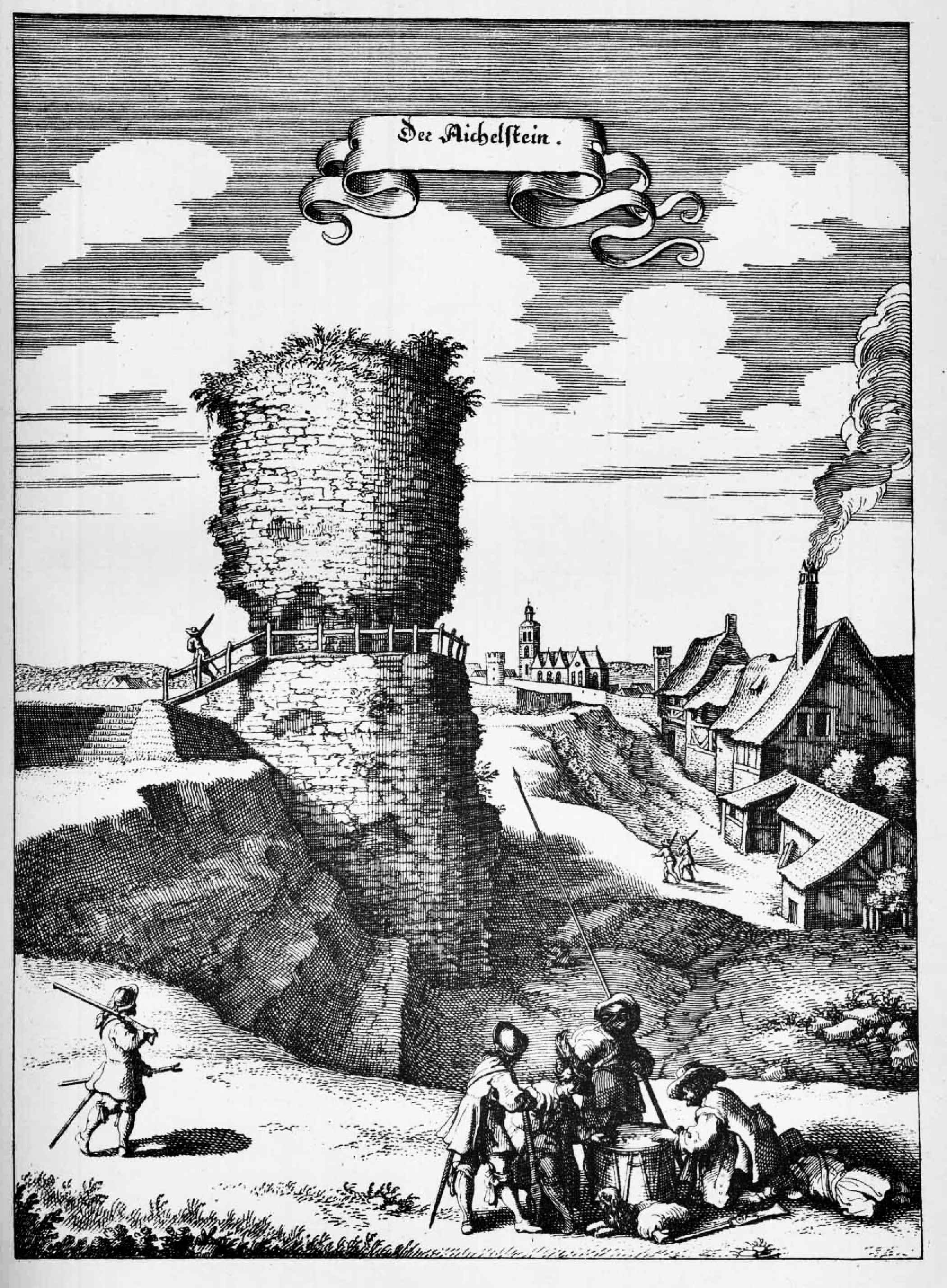
Abbildung in Matthäus Merians Topographia Germaniae (Kupferstich, 1646)
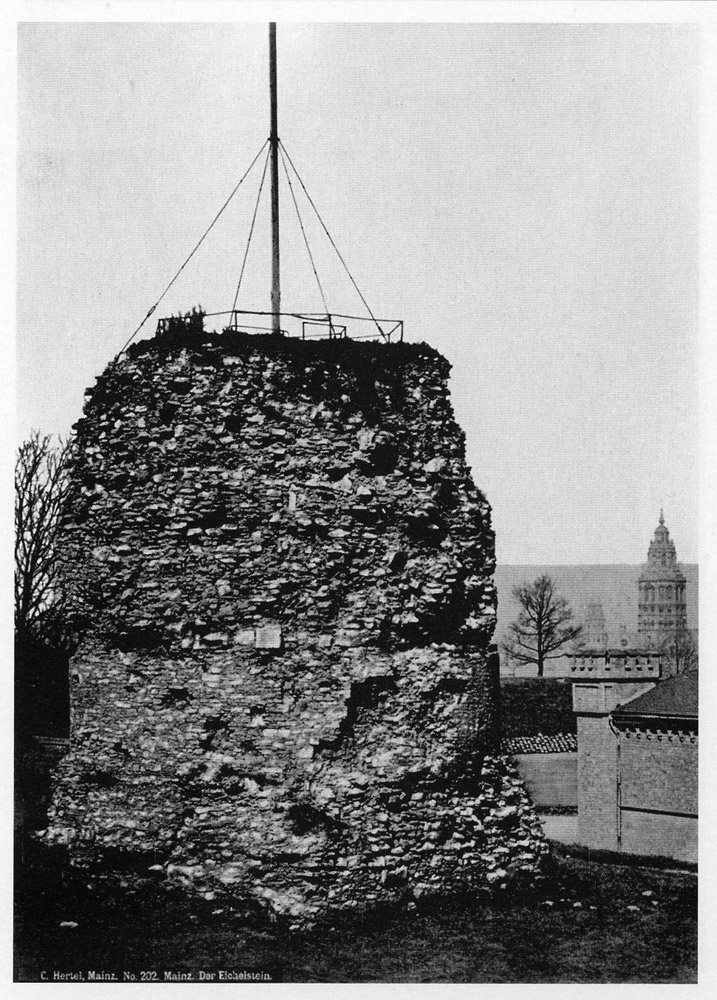
Frühe Fotografie des Drususstein (1892 oder 1895/96)
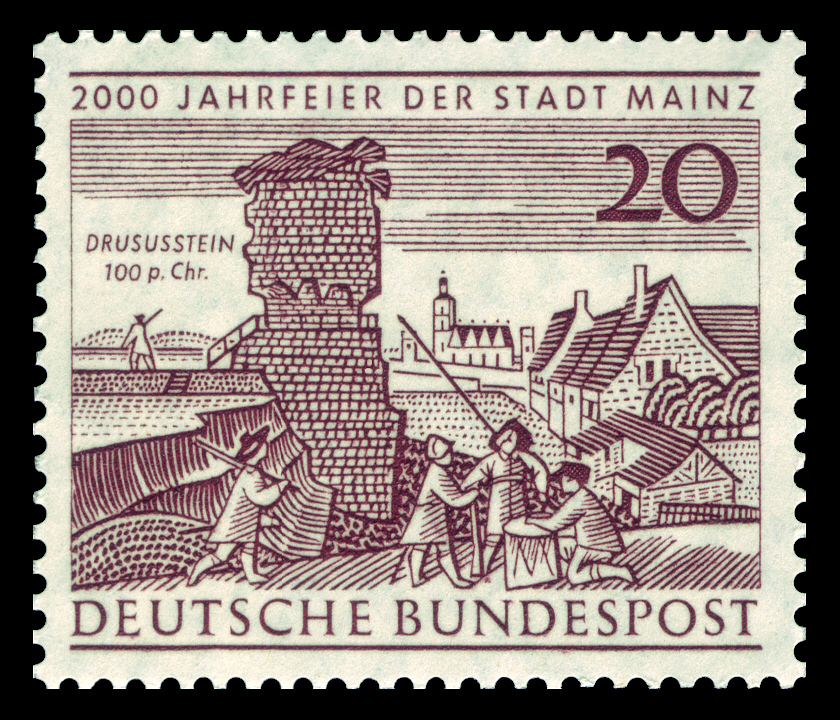
Briefmarke der Deutschen Bundespost (1962): 2000 Jahrfeier der Stadt Mainz